# Conferência de Goma
A Conferência de Goma (nome oficial: Conferência sobre Paz, Segurança e Desenvolvimento do Norte e do Sul  do Kivu) foi uma conferência realizada de 6 a 23 de janeiro de 2008 na República Democrática do Congo (RDC), na cidade de Goma, organizada por iniciativa do Presidente Joseph Kabila com o objetivo de encontrar uma solução pacífica para a Guerra do Kivu.
A conferência foi coordenada pelo Padre Appolinaire Malu Malu, com o apoio logístico da Missão das Nações Unidas na RDC (MONUC) e ocorreu dentro das instalações da Universidade Livre dos Países dos Grandes Lagos (ULPGL).
A cerimônia de abertura foi presidida pelo General Denis Kalume Numbi, Ministro de Estado dos Assuntos Internos, representante pessoal do Chefe de Estado que não pôde viajar, na presença de representantes da comunidade internacional, incluindo William Lacy Swing, representante do Secretário-Geral das Nações Unidas na RDC.
Reuniu mais de 1.500 participantes, líderes políticos, delegados de grupos armados, militares, membros da sociedade civil e representantes de comunidades étnicas e tribais do Kivu do Norte e do Kivu do Sul que participaram em debates e discussões em torno de quatro temas principais: questões e desafios da paz, questões e desafios da segurança, questões e desafios do desenvolvimento e questões humanitárias. 
O Congresso Nacional para a Defesa do Povo (CNDP) de Laurent Nkunda enviou onze delegados (dois militares e nove civis), liderados por Réné Abandi, também porta-voz do movimento.
Vários grupos de participantes expressaram a sua insatisfação com a sua representatividade, incluindo a sociedade civil através do seu representante, o Professor Kibiswe, bem como os grupos Mai-Mai.
Em 21 de janeiro de 2008, após pouco mais de duas semanas de negociações, as autoridades governamentais anunciaram que um acordo de paz seria assinado entre o governo da República Democrática do Congo, o CNDP e as milícias Mai-Mai.
Em 22 de janeiro de 2008, o final da conferência foi adiado para 23 de janeiro, depois que os representantes do CNDP se recusaram a ratificar o acordo que se comprometeram a assinar no dia anterior, alegando que o texto não levava em conta as alterações que haviam proposto, exigindo os rebeldes, entre outras coisas, a consideração dos crimes de guerra na lei de anistia.
No dia seguinte, no final das negociações, foi finalmente assinado em Goma um acordo de compromisso por todos os grupos armados congoleses envolvidos no conflito do Kivu. Previa a implementação de um cessar-fogo total e imediato. Foi acompanhado por medidas para monitorar a desmobilização ou redistribuição de tropas armadas para o exército regular. Bem como uma lei de anistia que abrange todos os atos de guerra desde 2003, excluindo crimes de guerra, crimes contra a humanidade e genocídio.